# Ramón Morales
Ramón Morales Higuera, mais conhecido como Ramoncito (10 de Outubro de 1975) é um futebolista mexicano que atualmente defende a equipe do Chivas desde de 1999. Defende a Seleção Mexicana desde de 2001.

## Carreira
Ramos Morales integrou a Seleção Mexicana de Futebol na Copa América de 2001.

## Títulos
Seleção Mexicana
- Copa América de 2001: Vice

### Gols pela Seleção
| #  | Data                 | Local                     | Oponente  | Resultado | Placar  | Competição                             |
| -- | -------------------- | ------------------------- | --------- | --------- | ------- | -------------------------------------- |
| 1. | 23 de Agosto de 2001 | Veracruz, México          | Libéria   | 5-4       | Vitória | Amistoso                               |
| 2. | 13 de Marcio 2002    | San Diego, Estados Unidos | Albânia   | 4-0       | Vitória | Amistoso                               |
| 3. | 10 de Julho 2004     | Chiclayo, Peru            | Argentina | 1-0       | Vitória | Copa América 2004                      |
| 4. | 30 de Marcio 2005    | Cidade do Panamá, Panamá  | Panamá    | 1-1       | Vitória | Eliminatorias da Copa do Mundo de 2006 |
| 5. | 27 de Agosto 2005    | Chicago, EUA              | Polónia   | 1-1       | Empate  | Amistoso                               |
| 6. | 27 de Junho 2007     | Puerto Ordaz, Venezuela   | Brasil    | 2-0       | Vitória | Copa América 2007                      |